# Huron (Dél-Dakota)
Huron település az Amerikai Egyesült Államok Dél-Dakota államában, Beadle megyében, melynek megyeszékhelye is. Lakosainak száma 14 263 fő (2020. április 1.).

## Népesség
A település népességének változása:

| 2010 | 12 592 |
| 2020 | 14 263 |